# 超越基金會
25°03′07″N 121°32′04″E / 25.0519215°N 121.5344293°E
財團法人超越文創教育基金會（英語：Eball Foundation），簡稱超越基金會，是致力於台灣教育的非營利法人團體，創辦人兼董事長為蘇貞昌。
超越基金會相信成熟的公民是促使社會繼續前進的動力，也相信每一個人都是獨特的個體，最值得超越的對象就是自己。因此超越基金會致力於透過教育的方式培養進步的公民，期待「台灣超越台灣」。

## 緣起
1999年5月1日，蘇貞昌創辦的「財團法人電火球文教基金會」立案成立，第一任董事長為蘇貞昌之妻詹秀齡，其基金由蘇貞昌捐助成立，以關懷社會、關心弱勢、研究公共政策、促進人民參與公共事務、提倡生活品質為宗旨。2011年更名為超越基金會，2011年蘇貞昌女兒蘇巧慧擔任執行長，2015年蘇巧慧之夫龍男·以撒克·凡亞思擔任執行長，2017年由蘇貞昌女兒蘇巧純接任執行長。近年因十二年國教適性問題，基金會推出「超越達人」公益計畫，期望以教育的方式讓青少年認識自己、認識世界、為自己找到最適合自己的位置。

## 發展沿革
- 1999年立案成立「財團法人電火球文教基金會」。
- 1999-2010年舉辦活動供民眾參加，多為提供婦女朋友學習育樂的課程活動。
- 2010年董事長蘇貞昌參選台北市長選舉，出版《我在超越的路上》、《超越瞬間》，紀錄選戰期間的超越團隊故事及攝影集；亦發行《OPEN TAIPEI》城市概念專輯。
- 2011年更名為「財團法人超越文創教育基金會」。發行《OPEN TAIWAN》土地概念專輯，並開始舉辦活動：超越講堂、超越影院、國片衝衝衝、超越寶貝。
- 2012年起舉辦活動：超越生活、超越達人。
- 2013年起執行「超越達人」公益計畫、出版《超越達人：十七位專家領航，開啟孩子的職場想像》與DVD《超越自己．你就是達人》。
- 2014年「超越達人」公益計畫持續進行，舉辦推行職場體驗、前進校園、達人現身講座、超越分享、共讀計畫，並出版《超越達人2》書籍。
- 2015年「超越達人」公益計畫持續進行，並推出行動故事車。

## 出版及出品項目
- 書籍及刊物：
  - 《我們在超越的路上》
  - 《超越瞬間》
  - 《超越會訊》
  - 《超越達人：十七位專家領航，開啟孩子的職場想像》
  - 《超越達人2：陪孩子找自己的路》
- 專輯：
  - OPEN TAIPEI城市概念專輯
  - OPEN TAIWAN土地概念專輯
- DVD：
  - 《Kanakanavu的守候》紀錄片
  - 《沈沒之島》紀錄片
  - 《超越自己．你就是達人》DVD

## 超越達人
十二年國教核心理念為「提供每一個學生適性發展的學習機會」，然而國中升學輔導機制仍偏向性向測驗，關於個人未來職涯想像的提供嚴重不足，因此縱然實施新制，事實上對升學方向、生涯規劃並無太大幫助，孩子對未來的想像仍舊狹隘，間接導致大學培育過多無法與產業接軌的人力，加重台灣不斷惡化的失業問題。
「超越達人」公益計畫正是超越基金會試圖對上述惡性循環提出的解決方法。目標是開拓台灣青少年的職業想像，即早發現自己的興趣與能力，選擇適合的職業生涯，充分發揮天賦才華，進而加強國家人才競爭力。該計畫除了包含從2012年起推出的一系列職場體驗活動，藉著帶孩子們到企業實際走訪，與職場達人直接面對面交流而拓展視野。2013年陸續進行書籍出版、影像紀錄、校園巡迴等方式增加計畫的深度與廣度，孩子都能受到啟發、思考未來。

## 外部連結
- 超越基金會 （页面存档备份，存于）
- 超越基金會的Facebook專頁
- 超越達人的Facebook專頁